# Władimir Istomin (polityk)
Władimir Michajłowicz Istomin (ros. Владимир Михайлович Истомин, ur. 1905, zm. 23 grudnia 1942 w Moskwie) – radziecki działacz partyjny.
Od 1927 członek WKP(b), w 1938 kierownik Wydziału Rolnego Dalekowschodniego Komitetu Krajowego WKP(b), od 1938 do stycznia 1940 I sekretarz Amurskiego Komitetu Obwodowego WKP(b). Od 13 stycznia 1940 do śmierci przewodniczący Komitetu Wykonawczego Chabarowskiej Rady Krajowej. Od 26 stycznia 1941 deputowany do Rady Najwyższej ZSRR 1 kadencji.